# Ctenopelma karafutonis
Ctenopelma karafutonis är en stekelart som först beskrevs av Matsumura 1911.  Ctenopelma karafutonis ingår i släktet Ctenopelma och familjen brokparasitsteklar. Inga underarter finns listade i Catalogue of Life.